# Daviesia
Daviesia is een plantengeslacht uit de vlinderbloemenfamilie (Fabaceae). De soorten komen voor in Australië.

## Soorten
- Daviesia abnormis F.Muell.
- Daviesia acicularis Sm.
- Daviesia alata Sm.
- Daviesia alternifolia Endl.
- Daviesia anceps Turcz.
- Daviesia angulata Benth.
- Daviesia aphylla F.Muell. ex Benth.
- Daviesia apiculata Crisp
- Daviesia arborea W.Hill
- Daviesia arenaria Crisp
- Daviesia argillacea Crisp
- Daviesia arthropoda F.Muell.
- Daviesia articulata Crisp
- Daviesia asperula Crisp
- Daviesia audax Crisp
- Daviesia benthamii Meisn.
- Daviesia brachyphylla Meisn.
- Daviesia brevifolia Lindl.
- Daviesia bursarioides Crisp
- Daviesia buxifolia Benth.
- Daviesia campephylla Crisp
- Daviesia cardiophylla F.Muell.
- Daviesia chapmanii Crisp
- Daviesia cordata Sm.
- Daviesia corymbosa Sm.
- Daviesia costata Cheel
- Daviesia crassa Crisp
- Daviesia crenulata Turcz.
- Daviesia croniniana F.Muell.
- Daviesia cunderdin Crisp & G.T.Chandler
- Daviesia daphnoides Meisn.
- Daviesia debilior Crisp
- Daviesia decipiens (E.Pritz.) Crisp
- Daviesia decurrens Meisn.
- Daviesia devito Crisp & L.G.Cook
- Daviesia dielsii E.Pritz.
- Daviesia dilatata Crisp
- Daviesia discolor Pedley
- Daviesia divaricata Benth.
- Daviesia elliptica Crisp
- Daviesia elongata Benth.
- Daviesia emarginata (Miq.) Crisp
- Daviesia epiphyllum Meisn.
- Daviesia eremaea Crisp
- Daviesia euphorbioides Benth.
- Daviesia euryloba Crisp & G.T.Chandler
- Daviesia filipes Benth.
- Daviesia flava Pedley
- Daviesia flexuosa Benth.
- Daviesia genistifolia A.Cunn. ex Benth.
- Daviesia glossosema Crisp
- Daviesia gracilis Crisp
- Daviesia grahamii Ewart & Jean White
- Daviesia grossa Crisp
- Daviesia hakeoides Meisn.
- Daviesia horrida Preiss ex Meisn.
- Daviesia implexa (Crisp) Crisp
- Daviesia incrassata Sm.
- Daviesia inflata Crisp
- Daviesia intricata Crisp
- Daviesia laevis Crisp
- Daviesia lancifolia Turcz.
- Daviesia latifolia R.Br.
- Daviesia laxiflora (J.H.Willis) Crisp
- Daviesia leptophylla A.Cunn. ex G.Don
- Daviesia lineata Crisp
- Daviesia localis Hislop
- Daviesia longifolia P.J.Jacq.
- Daviesia major (Benth.) Crisp
- Daviesia megacalyx Crisp
- Daviesia mesophylla Ewart
- Daviesia microcarpa Crisp
- Daviesia microphylla Benth.
- Daviesia mimosoides R.Br.
- Daviesia mollis Turcz.
- Daviesia nematophylla F.Muell. ex Benth.
- Daviesia newbeyi Crisp
- Daviesia nova-anglica Crisp
- Daviesia nudiflora Meisn.
- Daviesia obovata Turcz.
- Daviesia oppositifolia Endl.
- Daviesia ovata Benth.
- Daviesia oxyclada Crisp
- Daviesia oxylobium Crisp
- Daviesia pachyloma Turcz.
- Daviesia pachyphylla F.Muell.
- Daviesia pauciflora Crisp
- Daviesia pectinata Lindl.
- Daviesia pedunculata Benth.
- Daviesia physodes A.Cunn. ex G.Don
- Daviesia pleurophylla Crisp
- Daviesia podophylla Crisp
- Daviesia polyphylla Benth.
- Daviesia preissii Meisn.
- Daviesia pseudaphylla Crisp
- Daviesia pteroclada Crisp
- Daviesia pubigera A.Cunn. ex Benth.
- Daviesia purpurascens Crisp
- Daviesia quadrilatera Benth.
- Daviesia quoquoversus Crisp
- Daviesia ramosissima Crisp
- Daviesia reclinata A.Cunn. ex Benth.
- Daviesia retrorsa Crisp
- Daviesia rhizomata Crisp
- Daviesia rhombifolia Meisn.
- Daviesia rubiginosa Crisp
- Daviesia sarissa Crisp
- Daviesia scabrella Crisp
- Daviesia schwarzenegger Crisp & L.G.Cook
- Daviesia scoparia Crisp
- Daviesia sejugata G.Chandler & Crisp
- Daviesia smithiorum Crisp
- Daviesia speciosa Crisp
- Daviesia spinosissima Meisn.
- Daviesia spiralis Crisp
- Daviesia squarrosa Sm.
- Daviesia striata Turcz.
- Daviesia stricta Crisp
- Daviesia suaveolens Crisp
- Daviesia subulata Crisp & G.Chandler
- Daviesia teretifolia R.Br. ex Benth.
- Daviesia tortuosa Crisp
- Daviesia triflora Crisp
- Daviesia trigonophylla Meisn.
- Daviesia ulicifolia Andrews
- Daviesia umbellulata Sm.
- Daviesia umbonata Crisp & G.T.Chandler
- Daviesia uncinata Crisp
- Daviesia uniflora D.A.Herb.
- Daviesia villifera A.Cunn. ex Benth.
- Daviesia wyattiana F.M.Bailey

... · 
Abrus · 
Acacia · 
Acosmium · 
Adenanthera · 
Adenocarpus · 
Adenodolichos · 
Adenopodia · 
Adesmis · 
Aenictophyton · 
Aeschynomene · 
Afzelia · 
Aganope · 
Albizia · 
Alhagi · 
Alysicarpus · 
Amblygonocarpus · 
Amherstia · 
Andira · 
Angylocalyx · 
Aotus · 
Anthyllis · 
Arachis · 
Archidendropsis · 
Aspalathus · 
Astragalus (hokjespeul) · 
Austrosteenisia · 
Baphia · 
Bauhinia · 
Brachystegia · 
Bolusafra · 
Butea · 
Caesalpinia · 
Cajanus · 
Calicotome · 
Carmichaelia · 
Carrissoa · 
Cassia · 
Castanospermum · 
Ceratonia · 
Chamaecytisus · 
Cicer · 
Clianthus · 
Clitoria · 
Cordyla · 
Coronilla · 
Crotalaria · 
Cyamopsis · 
Cyclopia (honingbos) · 
Cytisus · 
Dalbergia · 
Daviesia · 
Delonix · 
Derris · 
Dialium · 
Dicraeopetalum · 
Dichrostachys · 
Dipteryx · 
Enterolobium · 
Eperua · 
Erythrina (koraalboom) · 
Erythrophleum · 
Faidherbia · 
Genista (heidebrem) · 
Glycine · 
Glycyrrhiza · 
Hardenbergia · 
Hovea · 
Indigofera · 
Inga · 
Lathyrus · 
Lens · 
Lonchocarpus · 
Lotus (rolklaver) · 
Lupinus (lupine) · 
Macrotyloma · 
Medicago (rupsklaver) · 
Melilotus (honingklaver) · 
Mimosa · 
Mora · 
Myroxylon · 
Newtonia · 
Onobrychis · 
Ononis (stalkruid) · 
Ormosia · 
Ougeinia · 
Pachyrhizus · 
Parkia · 
Parkinsonia · 
Parochetus · 
Pericopsis · 
Phaseolus · 
Physostigma · 
Pisum (erwt) · 
Prosopis · 
Psophocarpus · 
Psoralea · 
Pterocarpus · 
Pueraria · 
Racosperma · 
Robinia · 
Rothia · 
Securigera · 
Senegalia · 
Senna · 
Serianthes · 
Sesbania · 
Sophora · 
Spartium · 
Sphenostylis · 
Streblorrhiza · 
Strongylodon · 
Stylosanthes · 
Styphnolobium · 
Swainsona · 
Tamarindus · 
Tephrosia · 
Teramnus · 
Tetragonolobus · 
Tetrapleura · 
Trifolium (klaver) · 
Trigonella (hoornklaver) · 
Ulex · 
Uraria · 
Vachellia · 
Vicia (wikke) · 
Vigna · 
Viminaria · 
Virgilia · 
Wisteria (blauweregen) · 
Zornia · 
Zygocarpum · 
...